# Paule Andral
Paule Andral, pseudonimo di Marthe Paule Roucole (Parigi, 14 settembre 1879 – Nizza, 28 marzo 1956), è stata un'attrice francese, che fu attiva sia in campo teatrale che cinematografico.
Sul grande schermo apparve in una trentina di differenti produzioni, tra il 1910 e la fine degli anni quaranta.
Il cognome Andral è quello della madre, l'attrice Henriette Andral. Fu la prima moglie dell'attore  Roger Karl.

## Biografia

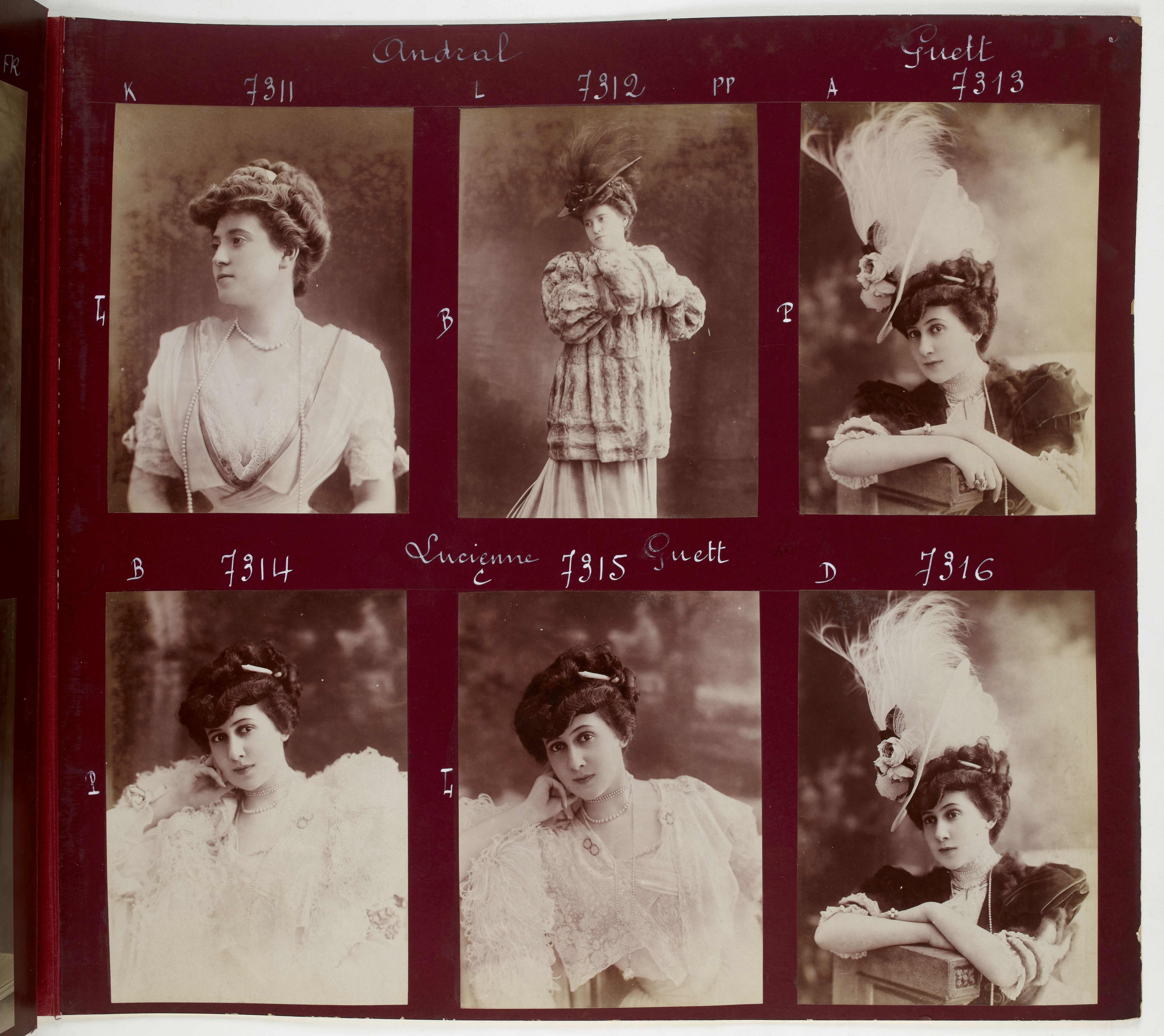
Alcune foto di posa di Paule Andral

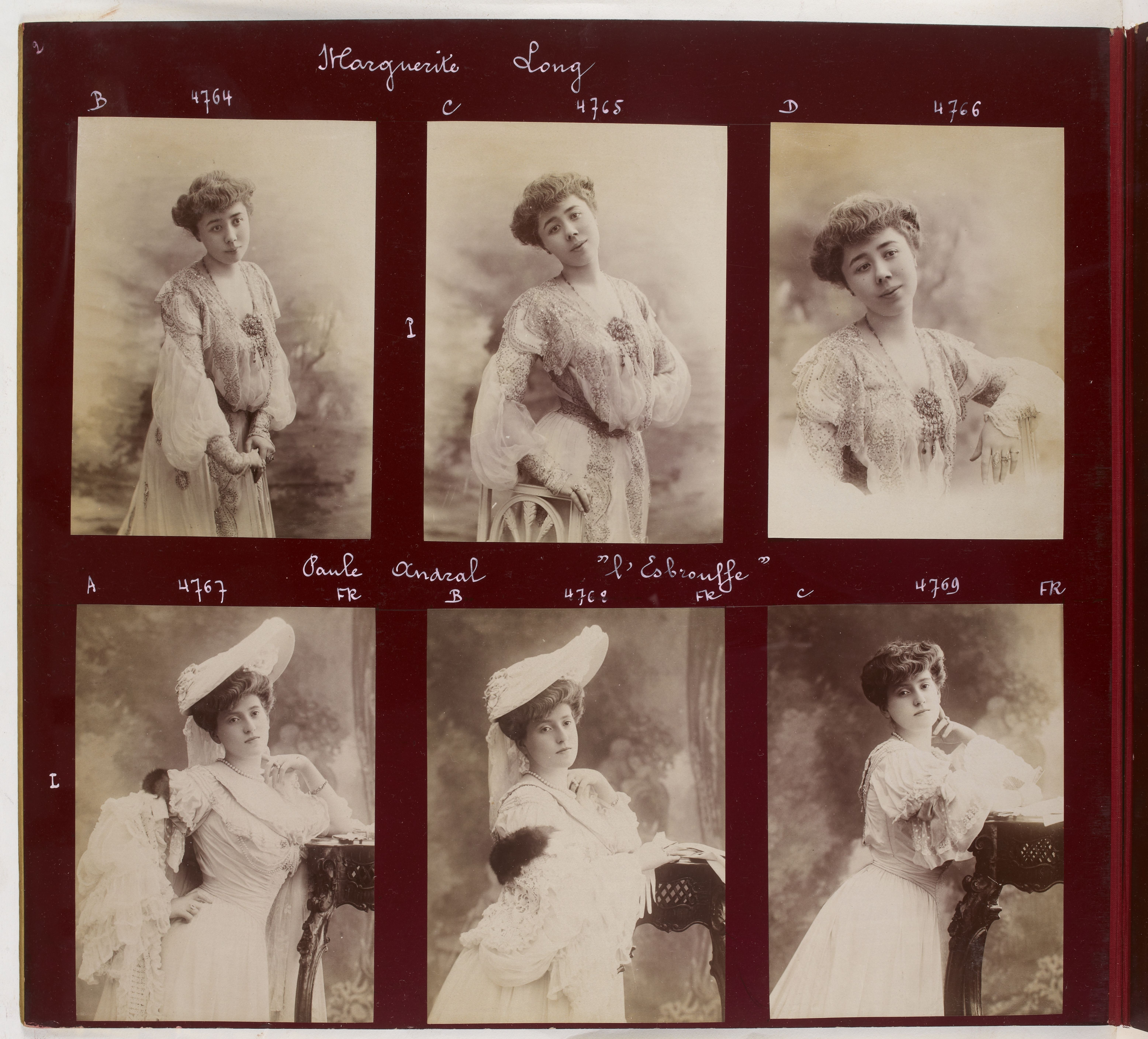
Altre foto di posa di Paule Andral

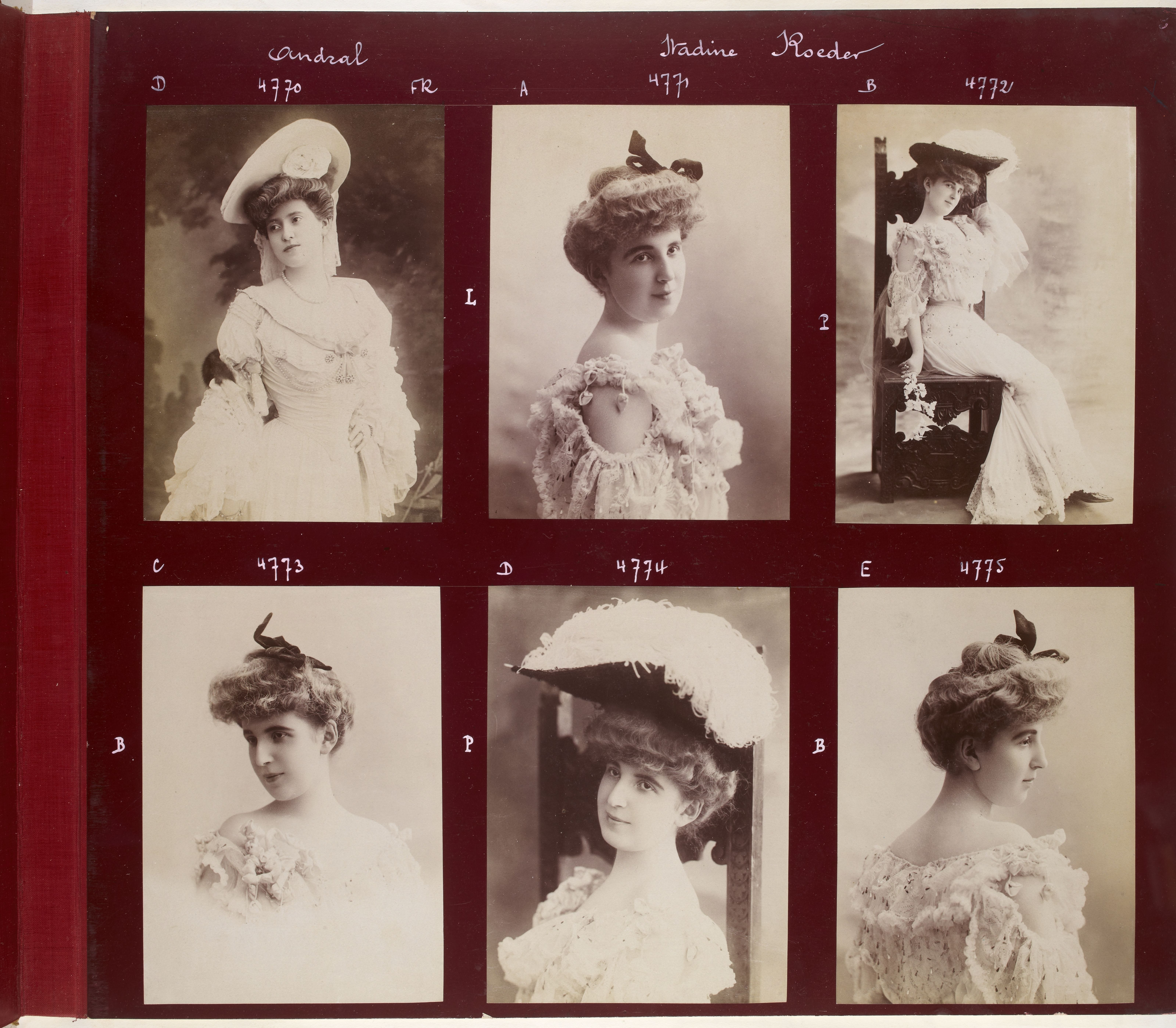
Altre foto di posa di Paule Andral

Marthe Paule Roucole, in seguito nota con il nome d'arte di Paule Andral, nasce a Parigi il 14 settembre 1879.
Figlia di Paul Ferrier, autore drammatico, e di Henriette Andral, nota attrice di teatro, all'età di 16 anni entra al Conservatorio di Parigi  e all'età di 20 inizia a studiare arte drammatica.
In seguito, viene dapprima ingaggiata dalla compagnia del Teatro del Ginnasio, diretta da Paul Porel e Albert Carré e quindi dalla compagnia del Teatro dell'Odéon di Parigi, diretta da Paul Porel, diventando anche amica della moglie di quest'ultimo, Gabrielle Réjane. Con la compagnia del Teatro Odéon, intraprende una lunga tournée negli Stati Uniti.
Tornata in Francia, nel 1910 fa il proprio debutto cinematografico nel cortometraggio, diretto da Georges Denola Pour les beaux yeux de la voisine. Negli anni successivi recita in altri cortometraggi e nel 1914 è tra i protagonisti del lungometraggio La belle limonadière di Albert Capellani del 1914.
In seguito, durante la prima guerra mondiale, si arruola come infermiera: questa attività le vale la medaglia della riconoscenza francese.
Il successo cinematografico arriva solamente nel 1930 grazie all'interpretazione del ruolo di Caterina II di Russia nel film, diretto da Raymond Bernard, Tarakanova.
Cinque anni dopo, si sposa con il collega Roger Karl.
Nel 1937, abbandona il teatro e si ritira nella sua villa "Les Jasmins" a Villerville   Appare per l'ultima volta sul grande schermo nel 1949 nel film diretto da Julien Duvivier Nel regno dei cieli (Au royaume des cieux).
Muore a Nizza il 28 marzo 1956 all'età di 76 anni.

## Filmografia
- Il pane degli uccellini (Le pain des petits oiseaux), regia di Albert Capellani - cortometraggio (1911)
- Les Étapes de l'amour, regia di Albert Capellani - cortometraggio (1912)
- Le Secret de Polichinelle, regia di Henri Desfontaines - cortometraggio (1913)
- La belle limonadière, regia di Albert Capellani - cortometraggio (1914)
- Le mot de l'énigme, regia di Georges Monca (1916)
- Par la vérité, regia di Maurice de Féraudy e Gaston Leprieur (1917)
- Tarakanova, regia di Raymond Bernard (1930)
- La Ronde des heures, regia di Alexandre Ryder (1931)
- La beffa della vita (David Golder), regia di Julien Duvivier (1931)
- Le rebelle, regia di Adelqui Migliar (1931)
- La Perle, regia di René Guissart (1932)
- La Belle Aventure, regia di Roger Le Bon e Reinhold Schünzel (1932)
- La violetera di Siviglia (Violettes impériales), regia di Henry Roussel (1932)
- La stella di Valenzia (L'étoile de Valencia), regia di Serge de Poligny (1933)
- Il principe di Kainor (Le petit roi), regia di Julien Duvivier (1933)
- Il padrone delle ferriere (Le maître de forges), regia di Fernand Rivers (1933)
- Faut réparer Sophie, regia di Alexandre Ryder (1933)
- Ne sois pas jalouse, regia di Augusto Genina (1934)
- Judex 34, regia di Maurice Champreux (1934)
- La Rue sans nom, regia di Pierre Chenal (1934)
- Le Monde où l'on s'ennuie, regia di Jean de Marguenat (1935)
- Parlez-moi d'amour, regia di René Guissart (1935)
- La Fille de madame Angot, regia di Jean Bernard-Derosne (1935)
- Dora Nelson, regia di René Guissart (1935)
- Sorridete con me (Avec le sourir), regia di Maurice Tourneur (1936)
- Gigolette, regia di Yvan Noé (1937)
- Notti di fuoco (Nuits de feu), regia di Marcel L'Herbier (1937)
- Nel regno dei cieli (Au royaume des cieux), regia di Julien Duvivier (1949)

## Onorificenze
- Medaglia della riconoscenza francese[2]